# Elevatorium

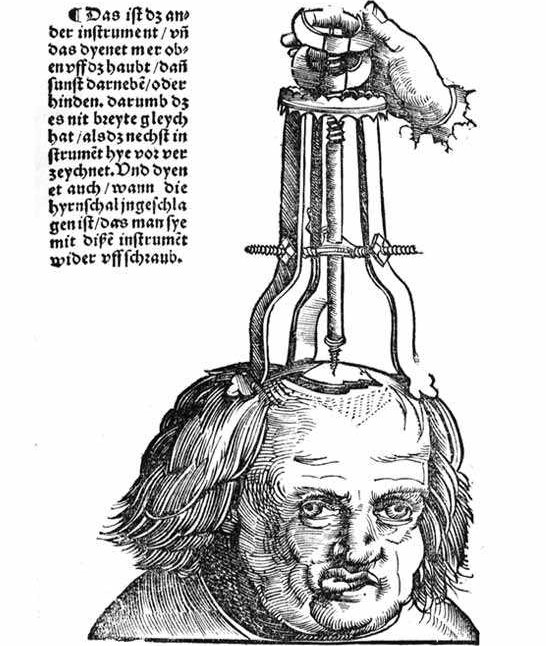
Abbildung aus Hans von Gersdorffs „Feldbuch der Wundarzney“, 1517

Als Elevatorium (auch Elevator, lat. „Heber“, zu elevare „emporheben“) werden verschiedene chirurgische Instrumente bezeichnet, die allgemein dazu dienen, etwas an- oder abzuheben. Man verwendet Elevatorien zur Aufrichtung eingedrückter Knochenteile, zur Aufrichtung der Gebärmutter oder zur Abhebung des Periosts. Heute bezeichnet man so meistens flache, hebelartige Instrumente ähnlich einem Raspatorium, die aber im Gegensatz dazu meist stumpfrandig sind.
Im 16. und 17. Jahrhundert waren kompliziertere Elevatoren gebräuchlich, die dazu dienten, eingedrückte Knochenstücke des Schädels wieder anzuheben. Diese Geräte bestanden aus einem Gestell mit zwei oder drei Füßen zum Abstützen auf dem Schädel und einer Gewindestange, die in die eingedrückten Knochenteile hineingeschraubt und anschließend durch eine Flügelschraube angehoben wurde, ähnlich wie bei modernen Korkenziehern. Die Gewehre jener Zeit verschossen Kugeln, die wesentlich größer und langsamer waren als moderne Geschosse, so dass es bei Kopftreffern häufig vorkam, dass der Schädel nur eingedrückt wurde.